# 貝爾蒙特 (密蘇里州)
貝爾蒙特（英語：Belmont）是位於美國密蘇里州密西西比縣的鬼鎮。

## 歷史
貝爾蒙特的郵局於1867年設立，其後於1923年停運。

## 地理
貝爾蒙特所處的海拔為高於海平面88米（即289英呎），而該地所採用的時區為UTC-6，即北美中部時區（CST）。同時該地設有夏令時間，為UTC-6調快一小時，即UTC-5（CDT）。